# San Polo

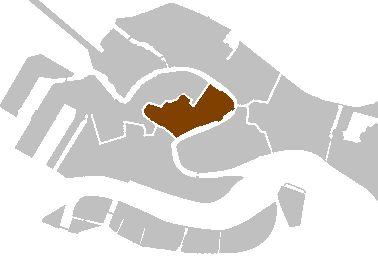
San Polo

San Polo is een van de zes historische sestieri (stadsdelen) van de Italiaanse stad Venetië, centraal gelegen in de stad aan de volledige zuidoostelijke en oostelijke zijde liggend aan het Canal Grande. Het is de kleinste sestiere, en heeft een oppervlakte van 35 ha.
Het stadsdeel kreeg zijn naam van een van de kerken in de wijk, de Chiesa di San Polo. De belangrijke marktzone van San Polo, de Rialto waar al sinds 1097 een markt wordt gehouden, is door de Rialtobrug over het Canal Grande met San Marco verbonden. 
Op San Polo, net als op San Marco vindt men ook de oudste delen van de stad, waar reeds een nederzetting zich bevond in de 9e eeuw. De oudste kerk van Venetië, San Giacomo di Rialto, reeds van 421, is in San Polo gelegen. 

## Bezienswaardigheden
- Basilica di Santa Maria Gloriosa dei Frari
- San Rocco en de Scuola Grande di San Rocco
- Palazzo dei Camerlenghi
- Chiesa di San Giovanni Elemosinario
- Casa di Carlo Goldoni